# Saint-Cierge-sous-le-Cheylard
Saint-Cierge-sous-le-Cheylard ist eine französische Gemeinde im Département Ardèche in der Region Auvergne-Rhône-Alpes. Sie gehört zum Kanton Haut-Eyrieux und zum Arrondissement Tournon-sur-Rhône. Die Bewohner nennen sich Saint-Ciergeois oder Saint-Ciergeoises. Nachbargemeinden sind Saint-Martin-de-Valamas und Saint-Jean-Roure im Nordwesten, Nonières und Saint-Prix im Nordosten, Saint-Apollinaire-de-Rias im Osten, Saint-Julien-Labrousse im Südosten, Saint-Michel-d’Aurance im Süden und Le Cheylard im Südwesten.

## Bevölkerungsentwicklung
| Jahr                       | 1962 | 1968 | 1975 | 1982 | 1990 | 1999 | 2004 | 2009 | 2014 |
| -------------------------- | ---- | ---- | ---- | ---- | ---- | ---- | ---- | ---- | ---- |
| Einwohner                  | 191  | 186  | 149  | 156  | 167  | 211  | 211  | 191  | 198  |
| Quellen: Cassini und INSEE |      |      |      |      |      |      |      |      |      |